# Revólver Apache
Um Revolver Apache é uma arma de mão que incorpora várias outras armas, feitas notoriamente pelas figuras do mundo subterrâneo francês do início dos anos de 1900, conhecidas como Les Apaches. Esta arma servia para defender, ripostar e atacar o inimigo. 
Trata-se de um modelo 3 em 1, sem cano, desenvolvido para combate de curtíssima distância: Um soco inglês, um canivete e um revólver em apenas uma peça.